# Heidi Robbiani
Adelheid «Heidi» Robbiani (* 27. Oktober 1950) ist eine ehemalige Schweizer Springreiterin und Medaillengewinnerin bei den Olympischen Spielen. 
Die Tessinerin Heidi Robbiani wurde 1982 mit Jessica Schweizer Meisterin. 
Bei den Olympischen Sommerspielen von 1984 in Los Angeles gewann sie mit ihrer Fuchsstute Jessica V, einem irischen Sportpferd, in der Einzelwertung eine Bronzemedaille. Das Paar erreichte in Los Angeles mit der Schweizer Equipe den fünften Rang.